# Třída Merah Putih
Třída Merah Putih je perspektivní třída víceúčelových fregat indonéského námořnictva. Jména obou plavidel nebyla zveřejněna. V Indonésii jsou plavidla označována Merah Putih (Červená bílá), což odkazuje na barvy vlajky Indonésie. Jako platforma pro fregaty byl vybrán britský typ Arrowhead 140, který je derivátem dánských fregat třídy Iver Huitfeldt. Roku 2021 byla objednána stavba dvou jednotek. Dodání prototypu je plánováno na rok 2026.

## Stavba
V září 2021 Indonésie objednala stavbu dvou fregat typu Arrowhead 140 britské společnosti Babcock. Stalo se tak na veletrhu Defence and Security Equipment International (DSEI). Je to první exportní úspěch tohoto typu odvozeného od dánských fregat třídy Iver Huitfeldt. Do rodiny Arrowhead 140 patří rovněž britské fregaty Typu 31 Venturer a polské fregaty třídy Wicher. Licenční stavbu plavidel zajistí indonéská státní loděnice PT PAL Indonesia (Persero). V Indonésii jsou plavidla označována Merah Putih (Červená bílá), což odkazuje na barvy indonéské vlajky. První řezání oceli na prototypovou jendotku proběhlo 9. prosince 2022 v loděnici PT PAL v Surabaji. Kýl založen 25. srpna 2023. Kýl druhé jednotky byl založen 15. listopadu 2024.
Jednotky třídy Merah Putih:
| Jméno | První řezání oceli | Založení kýlu      | Spuštěna | Zařazena do služby | Status    |
| ----- | ------------------ | ------------------ | -------- | ------------------ | --------- |
|       | 9. prosince 2022   | 25. srpna 2023     |          | 2026 (plán)        | ve stavbě |
|       | 5. června 2024     | 15. listopadu 2024 |          |                    | ve stavbě |

## Konstrukce
Dodavately senzorů a výzbroje jsou především turecké a italské společnosti. V základní konfiguraci fregaty postrádají řadu vybavení a výzbroje, pro které je však na palubě příprava, aby mohly být instalovány v případě potřeby, nebo v rámci modernizací (Fitted For, But Not With, FFBNW). Do této kategorie patří vzdušný a hladinový vyhledávací 3D radar Aselsan CENK 400-N, jeden ze dvou 76mm kanónů Leonardo, 64násobné (8×8) vertikální odpalovací silo Rocketsan MİDLAS pro protiletadlové a protilodní řízené střely, dvě ze čtyř dálkově ovládaných zbraňových stanic Leonardo Lionfish 12.7 Top a dva trojhlavňové 324mm torpédomety Leonardo B515/3 pro torpéda MU90 Impact.
Skutečně instalován je bojový řídící systém Havelsan Advent, multifunkční radar Aselsan METE HAN na hlavním stožáru, souprava elektronického boje od společnosti ELT, 3D radar Aselsan MAR-D/CENK-200-N na zadním stožáru, dva radarové systémy řízení palby, trupový sonar Aselsan FERSAH, vrhače klamných cílů Aselsan KARTACA-N, dále navigační radary, systém IRST, systém obrany proti torpédům a zařízení SATCOM od společnosti Aselsan. Instalovanou výzbroj tvoří jeden 76mm kanón Leonardo, jeden 35mm kanón Oerlikon Millennium a dva 12,7mm kulomety v dálkově ovládaných zbraňových stanicích Leonardo Lionfish 12.7 Top.
Pohonný systém je koncepce CODAD. Nejvyšší rychlost dosahuje 28 uzlů. Dosah je 9000 námořních mil při rychlosti osmnáct uzlů. Autonomie je 21 dní.